# Попов, Фёдор Максимович
Фёдор Максимович Попов (род. 20 февраля 1956 года, СССР) — российский киноактёр, кинорежиссёр, сценарист, кинопродюсер, директор фильма. Член Союза кинематографистов (с 1990 года), Член правления Гильдии продюсеров России (с 1999 года).

## Биография
Окончил Всероссийский государственный институт кинематографии им. С. А. Герасимова, экономический факультет (1979) и режиссёрский факультет (1998).
Генеральный директор АНО «Творческая студия „Стелла“», генеральный директор ООО «ВГИК-Дебют», генеральный директор Международного фестиваля «ВГИК», генеральный директор Федерального фонда социальной и экономической поддержки российской кинематографии, член правления НП «Независимые продюсеры», академик киноакадемии «Золотой Орёл», академик киноакадемии «НИКА», член российского Оскаровского комитета.

## Преподавательская деятельность
Педагог, мастер курса режиссуры и продюсерства кино и телевидения ВГИК им. С. А. Герасимова (ВК и КиТ).

Генеральный директор Продюсерского центра «ВГИК-Дебют».

Генеральный директор Международного студенческого фестиваля «ВГИК» им. Андрея Тарковского.

## Фильмография
| Год  | Название фильма                                               | Роль в создании               | Примечание                            |
| ---- | ------------------------------------------------------------- | ----------------------------- | ------------------------------------- |
| 1990 | Облако-рай                                                    | Директор фильма               |                                       |
| 1997 | Москва                                                        | Продюсер                      |                                       |
| 1999 | Послушай, не идёт ли дождь…                                   | Продюсер                      |                                       |
| 2002 | Спартак и Калашников                                          | Продюсер                      |                                       |
| 2002 | Кавказская рулетка                                            | Продюсер, режиссёр            |                                       |
| 2002 | Шукшинские рассказы                                           | Продюсер                      | Телесериал                            |
| 2003 | Белое золото                                                  | Продюсер                      |                                       |
| 2004 | Четыре таксиста и собака                                      | Продюсер, режиссёр            |                                       |
| 2004 | Дунечка                                                       | Продюсер                      |                                       |
| 2005 | Птицы небесные                                                | Продюсер                      |                                       |
| 2005 | Коля — перекати поле                                          | Продюсер                      |                                       |
| 2005 | Фарт                                                          | Продюсер                      |                                       |
| 2006 | Ужас, который всегда с тобой                                  | Продюсер                      |                                       |
| 2006 | Четыре таксиста и собака 2                                    | Продюсер, режиссёр            |                                       |
| 2007 | Родина или смерть                                             | Продюсер, актёр               | полковник НКВД                        |
| 2007 | Особенности национальной подлёдной ловли, или Отрыв по полной | Продюсер                      |                                       |
| 2009 | Петя по дороге в Царствие Небесное                            | Продюсер                      |                                       |
| 2010 | Всё в порядке, мама!                                          | Продюсер, режиссёр, актёр     |                                       |
| 2012 | Игрушка                                                       | Продюсер                      | Мультфильм, короткометражка           |
| 2012 | Как Гонсукэ лису ловил                                        | Продюсер                      | Мультфильм, короткометражка           |
| 2012 | Принцесса и бобры                                             | Продюсер                      | Мультфильм, короткометражка           |
| 2013 | Совсем не простая история                                     | Продюсер, режиссёр            |                                       |
| 2014 | Путёвка в жизнь                                               | Продюсер                      |                                       |
| 2014 | Канадские байки                                               | Продюсер                      | Мультфильм, короткометражка           |
| 2014 | Креветки                                                      | Продюсер                      | Мультсериал, короткометражка          |
| 2014 | Папины нокауты                                                | Продюсер                      |                                       |
| 2014 | Приключения Маши и Гоши                                       | Продюсер                      | Мультсериал                           |
| 2014 | Русские идут!                                                 | Продюсер                      |                                       |
| 2014 | Сталинградово детство                                         | Продюсер                      | Документальный фильм                  |
| 2015 | Дух в движении                                                | Продюсер                      | Документальный фильм                  |
| 2015 | Босоногий гарнизон                                            | Продюсер                      | Документальный фильм; короткометражка |
| 2015 | Борода                                                        | Продюсер                      | Мультфильм, короткометражка           |
| 2015 | Вакантна жизнь шеф-повара                                     | Продюсер                      |                                       |
| 2015 | Дефиле                                                        | Продюсер                      |                                       |
| 2015 | Праздник непослушания                                         | Продюсер                      |                                       |
| 2016 | Письма куклы                                                  | Продюсер                      | Мультфильм, короткометражка           |
| 2016 | Большой Маленький Кот                                         | Продюсер                      | Мультфильм, короткометражка           |
| 2016 | Ёжик, который совсем не ёжик                                  | Продюсер                      | Мультфильм, короткометражка           |
| 2016 | Король боится                                                 | Продюсер                      | Мультфильм, короткометражка           |
| 2017 | Как Витька Чеснок вёз Лёху Штыря в дом инвалидов              | Продюсер                      |                                       |
| 2017 | Рок                                                           | Продюсер                      |                                       |
| 2017 | Артист                                                        | Продюсер                      | Мультфильм, короткометражка           |
| 2017 | Ёлки                                                          | Продюсер                      | Мультфильм, короткометражка           |
| 2018 | Бык                                                           | Продюсер                      |                                       |
| 2018 | Звёзды                                                        | Продюсер                      |                                       |
| 2018 | Космобадминтон                                                | Продюсер                      | Мультсериал                           |
| 2018 | Убить нельзя оставить                                         | Продюсер                      | Документальный фильм; короткометражка |
| 2019 | Коридор бессмертия                                            | Продюсер, режиссёр, сценарист |                                       |
| 2021 | Кэт                                                           | Продюсер                      |                                       |

## Награды
- Медаль ордена «За заслуги перед Отечеством» II степени (21 февраля 2022 года) — за большой вклад в развитие отечественной культуры и искусства, многолетнюю плодотворную деятельность[8].